# Leon Bijelić
Leon Bijelić (Zagreb, 2. novembar 1993) je multidisciplinarni umetnik, fotograf, preduzetnik i osnivač duhovno-edukativne platforme „Zlatno doba“. Njegov rad obuhvata oblasti umetnosti, brendiranja, fotografije, ličnog razvoja i duhovnosti. Prepoznatljiv je po stvaranju autentičnog vizuelnog izraza i edukativnih sadržaja kojima inspiriše razvoj svesti i kolektivnog buđenja.
Biografija
Rani život
Leon Bijelić je rođen 2. novembra 1993. godine u Zagrebu, Hrvatska, u opštini Črnomerec. Iste godine, zbog ratnih okolnosti, njegova porodica se seli u selo Miloševac u Republici Srpskoj, gde provodi svoje detinjstvo. Osnovnu školu je započeo u Miloševcu, a nakon preseljenja u Banja Luku nastavlja obrazovanje u Osnovnoj školi „Aleksa Šantić“.
Porodične informacije
Leon je sin Sofije Bijelić (rođ. Jerinić) i Borislava Bijelića. Majka je od samog detinjstva igrala važnu ulogu u njegovom životu, vodeći ga kroz prve korake duhovnosti, vaspitanje i sam kontakt sa svetom koji ga okružuje. Leonov otac, Borislav Bijelić je doktor ekonomskih nauka i redovni profesor na mnogim privatnim fakultetima u Banja Luci i Sarajevu. Jedno vreme i dekan UPS fakulteta u Banja Luci. Bavio se politikom. Leon ima brata Filipa Bijelića (poznatog po YouTube kanalu „Zaga i Filip“) i sestru Aleksandru. Posebno ističe duhovni uticaj svoje majke i bake Anđelke. Detinjstvo je proveo u porodičnom seoskom domaćinstvu gde je rano doživeo susret sa prirodom, životinjama i duhovnim vrednostima.
Obrazovanje
Bijelić je završio Srednju poslovnu školu PIM u Banjaluci, nakon čega je pohađao različite kurseve fotografije, duhovnog razvoja i marketinga. Završio je kurs studijske fotografije, postao sertifikovani praktikant „Theta Healing“-a i prošao edukaciju za regresoterapiju kod Patrika Balinta. Učestvovao je i na seminarima prof. Spasoja Vlajića, čiji je bio asistent i saradnik.
Njegova inspiracija su na prvom mestu, znameniti Srbi, kao što su Nikola Tesla, Mihajlo Pupin, Milutin Milanković, Ruđer Bošković, Despot Stefan, vladika Nikolaj Velimirović, Patrijarh Pavle... O kojima je mnogo čitao, čiji životi su ga motivisali i čijim se porukama napajao, sozercavao i sazrevao.
Hronologija životnih događaja i postignuća
Godine 2000. Leonova baba Anđelka umire. On sa 7 godina prvi put doživljava smrt i tada počinje aktivno razmišljati i ispitivati sve oko sebe o tom fenomenu. Tada, sa 7 godina saznaje i zaključuje da su svi ljudi smrtni i da je on smrtan, da njegov život ima kraj i da će i on jednog dana umreti. Od tada počinje živeti sa drugačijim pogledom na svet i život, još budniji i još svesniji svoje prolaznosti i kratkoće zemaljskog života.
2001 - Seli se u Banja Luku i počinje novi život. Upoznaje nove prijatelje i nastavlja obrazovanje u Osnovnoj školi „Aleksa Šantić” u Rosuljama.
2008 - Završava osnovnu školu i upisuje Srednju Poslovnu privatnu školu „PIM”.
2011 - Završava kurs za studijsku fotografiju i potpuno se predaje fotografisanju.
2012 - Postaje aktivan član „Univerzitetskog foto kino kluba Banja Luka” gde je početak njegovog bavljenja umetničkom, izlagačkom fotografijom.
2011 - 2014 - Profesionalno fotografisanje za fizička i pravna lica (rođendani, žurke, proslave, privatni događaji, venčanja, portreti, mature…). U ovom periodu uradio je oko 40 venčanja, preko 500 rođendana, krštenja i raznih proslava, uradio oko 4000 portreta maturanata za mnoge osnovne i srednje škole u Banja Luci i okolnim gradovima i selima. Napravio oko 70.000 fotografija…
2014 - Zapostavlja fotografiju i radi mrežni marketing za firmu „Lyconet“, uvođenje malih i srednjih preduzeća u program lojalnosti, cashback kartice za fizička lica, nakon uspešnih rezultata pozvan kao predstavnik za BiH u Austriju (Grac) na sastanak sa osnivačem Hubertom Friedlom.
2015 - Ponovo se vraća profesionalnoj i umetničkoj fotografiji.
Izuzetno se zainteresovao za lični razvoj pa je pored mnogobrojnih pročitanih knjiga i poslušanih predavanja iz te oblasti, upisao i završio nekoliko kurseva „Theta Healing“-a. Sa probuđenim umnim i duhovnim sposobnostima i sa novim poslovnim znanjem iz oblasti prodaje i marketinga zajedno sa bratom osniva medijsku onlajn platformu „BBportal”.
2016 - BBportal ima oko 100.000 poseta mesečno, nagradnu igru, 3 urednika i 5 novinara i oko 20 različitih rubrika. Sredinom 2016. godine zbog nedovoljno znanja iz oblasti digitalne bezbednosti portal je napadnut i srušen - potpuno ugašen i bez sačuvane arhive objava, članaka, vesti… Nakon tog nemilog i nesrećnog događaja Leon se još više fokusira na fotografiju i počinje sa putovanjima i saradnju sa inostranim klijentima (Beograd, Beč, Hamburg…).
2017 - Kontinuirano učestvuje sa svojim umetničkim fotografijama na domaćim, lokalnim, regionalnim i međunarodnim izložbenim salonima. Osvaja razne medalje (zlato, srebro, bronza) pohvale i priznanja. Njegove fotografije se nalaze u štampanim i digitalnim katalozima. Učestvuje na velikoj i posebnoj izložbi na otvorenom u Maroku sa svojih 20 odabranih fotografija iz kolekcije. Nakon mnogih nagrada i uspeha na izložbama širom Evrope stiče zvanje „Fotograf I klase”.
Od 2017. do 2019. godine usavršava komercijalnu fotografiju za ugostiteljsku industriju sa specijalizacijom za fotografisanje hotela i restorana. Kao prepoznat i vrlo profesionalan fotograf sa kreativnim pristupom i novitetima, dobija razne pozive i ponude i putuje poslovno Evropom i Amerikom. U Srbiji radi fotografije za Hotel Metropol Palace i Hotel Hilton. U Crnoj Gori za grupaciju Hotel Falkensteiner. U Nemačkoj za nekoliko različitih restorana (La Madera, Rio Grillbar, Hacienda...).
Odlazi u Ameriku i radi fotografije za grupaciju Marriott, obilazeći Njujork, Vašington, Ričmond, Virdžinija Bič… U Njujorku upoznaje i snima rusku profesorku Sofiju Blank koja se godinama bavi aurom, kristalima, šungitom, onostranim svetom, anđelima i Kirlijanovom fotografijom (napravila je oko 2000 fotografija). Iste godine objavljuje intervju sa njom koji su Milka Kresoja i Leon kasnije preveli sa ruskog na srpski jezik.
2019 - Osniva YouTube kanal „Zlatno doba“. Prvih pola godine objavljuje tek nekoliko predavanja zbog sticanja novog znanja iz snimanja i pravilnog korišćenja audio-video opreme. Izuzetno se posvećuje izučavanju Nikole Tesle i njegovog lika i dela i povezivanju sa mnogim udruženjima, zajednicama i naučnim centrima koji se bave Teslom. Završava seminar kod prof. Spasoja Vlajića „Teslina psihologija i tehnologija zdravlja i uspeha” i postaje njegov asistent, pomoćnik, prijatelj, saradnik. Redovno posećuje i snima Spasojeva predavanja i seminare i čita sve njegove knjige (42 napisane i izdate) i prati ga sve dok nije napustio fizičko telo 28. decembra 2022. godine.
Od 2022. do 2024. godine završava obuku za regresoterapeuta kod jednog od najboljih regresoterapeuta u jugoistočnoj Evropi - Patrika Balinta. Ima preko 50 terapija realizovanih sa klijentima.
2024 - Otvara produkcijski „Studio 369” na Novom Beogradu.
2024 - Objavljuje prvo izdanje svoje knjige „Ovako govori Ljubav”.
2025 - Objavljeno je drugo dopunjeno izdanje knjige „Ovako govori Ljubav”.
Karijera
Fotografija i dizajn
Leon Bijelić je započeo profesionalnu karijeru kao fotograf 2011. godine, pokrivajući događaje, portrete i venčanja. Do 2014. fotografisao je preko 40 venčanja, 500 događaja i napravio više od 70.000 fotografija. Kasnije se specijalizovao za komercijalnu fotografiju za ugostiteljsku industriju.
Sarađivao je sa prestižnim hotelima i restoranima u Evropi i SAD-u, uključujući: Hilton Hotels & Resorts (Beograd), Metropol Palace (Beograd), Falkensteiner Hotels (Crna Gora), Marriott (SAD), La Madera, Rio Grillbar, Hacienda (Nemačka).
Njegove umetničke fotografije učestvovale su na izložbama u više od 40 zemalja, uključujući Maroko, Japan, Francusku i Saudijsku Arabiju. Osvajao je brojne nagrade, među kojima su zlatne, srebrne i bronzane medalje. Stiče zvanje „Fotograf I klase“. Njegove fotografije „Neobična šetnja“ (engl. „Unusual Walk“) i „U snu“ (engl. „In a Dream“) dobile su priznanja i mesto u arhivama muzeja u Parizu.
Priznanja i saradnje
Kompanije:Canon, Nikon, Profoto, Zlatarna Celje, AVON, Sberbank, Falkensteiner Hotels, Art Ival, Hachez, Schoggetten, Fondacija za nauku rezonance (engl. Resonance Science Foundation).
Lične saradnje: Nassim Haramein, Spasoje Vlajić, dr Semir Osmanagić, Bob Proktor, Ester Hicks, Hubert Friedl, Miloš Stevanović, Werner Kaiser, Velimir Abramović, Svetozar Radišić, Maja Volk.
Objavljeni radovi
Pod pokroviteljstvom organizacija: Međunarodni savez umetničkih fotografa (engl. IAAP), Fotografsko društvo Amerike (engl. PSA) i Nacional (engl. NATIONAL), Leon je nosilac nacionalnih diploma za dve fotografije:
Pod sekcijom NATURE&ND - Nacionalna diploma za fotografiju „Tokom zime“ (engl. „During winter“).
Pod sekcijom STREET&PDC - Nacionalna diploma za fotografiju „Neobična šetnja“ (engl. „Unusual walk“).
Godine 2024. objavljuje knjigu „Ovako govori ljubav“, a do 2025. objavljeno je i drugo, dopunjeno izdanje. Promocija knjige održana je na događaju „Susreti roda 6“ na planini Rtanj u septembru 2025. godine.

## Nagrade i priznanja
Nakon sedam godina izložbi fotografija na međunarodnim konkursima, dobio je zvanje „Umetnik Međunarodne federacije za umetničku fotografiju“ ( engl. „Artist – AFIAP“) od strane Međunarodne federacije za umetničku fotografiju (engl. FIAP - International Federation of Photographic Art), zbog fotografskih radova visoke umetničke vrednosti i tehničke izvedbe.
„Počasno priznanje“  (engl. „Honorable Mention“) i zlatna medalja od strane Fotografskog društva Amerike (engl. PSA - Photographic Society of America), jedne od najprestižnijih međunarodnih organizacija u oblasti fotografije za fotografiju „Ovo je noć za tebe“ (engl. „This is night for you“).
„Počasno priznanje“ (engl. „Honorable Mention“) od strane Međunarodnog saveza umetničkih fotografa (engl. IAAP - International Association of Art Photographers).
Srebrna medalja od strane BiH AUF (Asocijacije za umetničku fotografiju Bosne i Hercegovine).
Srebrna medalja od strane Foto saveza Makedonije (engl. Photo Association of Macedonia).
Priznanje od strane Nacionalne akademije fotografije (engl. National Academy of Photography) kao predstavniku Bosne i Hercegovine na 14. godišnjici Svetskog dana fotografije, 2018.
Srebrna medalja za forografiju „Dah večnosti“ (engl. „Breath of eternity“).
Bronzana medalja od strane Fotografskog društva Amerike (engl. PSA - Photographic Society of America) za fotografiju „Čudna noć“ (engl. „Strange night“).
Priznanje za fotografa prve klase od strane BiH AUF (Asocijacija za umetničku fotografiju Bosne i Hercegovine).

## Zlatno doba
Leon je osnivač i kreator platforme „Zlatno doba“, koja kombinuje duhovnost, umetnost i edukaciju. Pod okriljem te platforme deluje YouTube kanal sa predavanjima i intervjuima, organizuju se festivali (poput Pyramid festivala) i održavaju se edukativne radionice usmerene ka kolektivnom buđenju svesti. Platforma promoviše ideje mira, ljubavi, radosti i harmonije.
YouTube kanal je do sada ostvario preko četrdeset miliona pregleda kroz preko hiljadu predavanja. Kroz različite društvene mreže postignut je broj od preko dvesta hiljada pratilaca.
Teme koje se obrađuju na kanalu su: zdravlje, duhovnost, alternativna i kvantna medicina, nauka, filozofija, umetnost, psihologija, roditeljstvo, vaspitanje, ekologija, muzika, eksperimenti, Tesla, bioenergija, vede, permakultura, metafizika, arhitektura, biznis, istorija, arheologija...
U studiu na Novom Beogradu, ili u prirodi organizuju se razni događaji. Mali, privatni, za porodice ili VIP osobe i za velike grupe. Organizuju se eko akcije, kampovi, putovanja, seminari, radionici i predavanja. Najpoznatiji događaji su „Susreti Roda“ i „Zlatni dani“. Studio ostvaruje i održava saradnju sa doktorima, naučnicima, istraživačima i duhovnicima.
Studio 369 nudi usluge snimanja, fotografisanja, digitalnog marketinga, stvaranje sadržaja za promociju i online prenos događaja preko Zoom platforme. Takođe iznajmljuje i prostor i opremu.

## Spoljašnje veze
Zvanični vebsajt: leonbijelic.com
Platforma “Zlatno doba”: zlatnodoba.org
IG nalog: https://www.instagram.com/leonbijelic/
IG nalog: https://www.instagram.com/zlatnodoba369/?hl=sr
TikTok nalog: https://www.tiktok.com/@zlatnodoba369
FB nalog: https://www.facebook.com/zlatnodoba369/
1. ↑  „Leon Bijelic Photographer, Entrepreneur and Writer”. Leon Bijelic - Fotografija hrane, portreta i arhitekture (на језику: српскохрватски). Приступљено 2025-07-31.
2. ↑  „O nama - Zlatno Doba” (на језику: српски). 2024-11-26. Приступљено 2025-07-31.
3. ↑  „Leon Bijelic Photographer, Entrepreneur and Writer”. Leon Bijelic - Fotografija hrane, portreta i arhitekture (на језику: српскохрватски). Приступљено 2025-07-31.
4. ↑  „O nama - Zlatno Doba” (на језику: српски). 2024-11-26. Приступљено 2025-07-31.
5. ↑  ZLATNO DOBA ☀️ (2024-12-15), dr Mirjana Sovilj i Leon Bijelić - OVAKO GOVORI LJUBAV - Rtanj 2024 - Susreti roda 6, Приступљено 2025-07-31
6. ↑  ZLATNO DOBA ☀️ (2025-07-16), Leon Bijelic - GALERIJA - Zlatno doba - Fotografija // 2025, Приступљено 2025-07-31
7. ↑  ZLATNO DOBA ☀️ (2025-07-20), Leon Bijelic - Photography Awards, Приступљено 2025-07-31
8. ↑  ZLATNO DOBA ☀️ (2024-12-15), dr Mirjana Sovilj i Leon Bijelić - OVAKO GOVORI LJUBAV - Rtanj 2024 - Susreti roda 6, Приступљено 2025-07-31
9. ↑  „ZLATNO DOBA ☀️”. YouTube (на језику: српски). Приступљено 2025-07-31.
10. ↑  „STUDIO 369 - Zlatno Doba” (на језику: српски). 2024-12-06. Приступљено 2025-07-31.
11. ↑  „Instagram”. www.instagram.com. Приступљено 2025-07-31.
12. ↑  „TikTok - Make Your Day”. www.tiktok.com (на језику: енглески). Приступљено 2025-07-31.